# Nobuyuki Nakajima
Pour les articles homonymes, voir Nakajima.
Nobuyuki Nakajima (中島 ノブユキ), né le 31 juillet 1969, est un musicien japonais, pianiste, compositeur et arrangeur.

## Biographie
- Si vous ne connaissez pas le sujet, laissez ce bandeau (vous pouvez alors contacter les auteurs).
- Si vous supprimez le contenu mis en cause (vous pouvez préalablement contacter les auteurs),

argumentez précisément cette suppression dans la page de discussion
(un manque de référence n'est pas un argument ; une recherche réelle de référence doit avoir été effectuée, être formellement documentée).
Nobuyuki Nakajima étudie la composition à Tokyo et à Paris.
Il est remarqué non seulement pour son jeu de pianiste, mais aussi pour l’élégance et la sensibilité de ses arrangements aux orchestrations subtiles et vibrantes, dont l’écriture s’appuie sur un bagage musical profond et varié.[réf. nécessaire] Il a composé des titres pour des séries télévisées telle que le NHK Taiga drama Yae no Sakura (fut nommé pour le 42e International Emmy Awards, dans la catégorie séries télévisées).
Il a participé à la tournée mondiale de Jane Birkin (Jane Birkin sings Serge Gainsbourg “VIA JAPAN”) en tant que directeur musical, arrangeur et pianiste (plus de 70 concerts dans 27 pays, en 2011-2013).
En 2016, il se joint à nouveau à l’artiste dans sa tournée mondiale intitulée "Gainsbourg symphonique" en tant que pianiste et arrangeur musical :
- le 16 février 2019, il est à Cannes.

## Discographie

### Studio Albums
- ETE,Palma ~ a vague impression of the summer ~ (2006)
- PASSACAILLE (2007)
- MELANCOLIA (2010)
- Cancellare (2012)
- clair-obscur (2014)
- Broken Blossoms (2015)

### Original Soundtrack albums
- The Fallen Angel (Ningen Shikkaku) (2010)
- Tamayura OVA (2010）
- Tamayura ~ hitotose ~ (2011)
- Yae no Sakura I (2013)
- Yae no Sakura II (2013)
- Yae no Sakura III (2013)
- Yae no Sakura complete edition (2014)
- The Mourner (2015)

### Arrangement
- Jane Birkin : Birkin/Gainsbourg : le symphonique (2017) (arrangement orchestral et piano)
- Alain Chamfort : Symphonique Dandy (2021) (arrangement orchestral et piano)

## Filmographie

### Musiques de films
- Ningen Shikkaku (The Fallen Angel (en)) de Genjiro Arato (2010)
- Itamu hito (The Mourner (en)) de Yukihiko Tsutsumi (2015)
- Good-bye de Toshihiro Hanyu (2015)
- sinsin  (dir. Yu Yamanaka / 2020)

### Musiques de drames
- Yae's Sakura (Yae no Sakura) (NHK Taiga drama / 2013) 42th International Emmy Awards Nominee, Drama Series
- Kamisama no Boat de Takashi Minamoto (NHK-BS / 2013)
- Inemuri Sensei de Takashi Minamoto (TV Asahi / 2013)
- Liquid: Oni no Sake, Kiseki no Kura de Takashi Minamoto (NHK-BS / 2015)
- Beautiful Slow Life de Takashi Minamoto (NHK / 2015)
- Godan (WOWOW / 2015)
- Tokyo Trial （NHK / Netflix / 2016年） Series Music

### Musique d'animes
- Tamayura (en) de Junichi Sato (2010~2016)

## Arrangement du concert
- Jane Birkin : Jane Birkin sings Serge Gainsbourg “VIA JAPAN” 2011-2013（Arrangement / Piano）
- Jane Birkin : Birkin Gainsbourg - le symphonique 2016~ （Orchestral Arrangement / Piano）
- Jane Birkin : Gainsbourg Symphonie Intime 2018~ （Arrangement / Piano）
- PIAF SYMPHONIQUE 2019~ （Orchestral Arrangement / Piano）
- Alain Chamfort : DANDY SYMPHONIQUE 2020~ （Orchestral Arrangement / Piano）

## Autre

### Compilation
- " Ibiza Sundowner Presented By José Padilla[Lequel ?] " (2012) Thinking of You (NN's Dreamy Mix)

### Collaboration
avec Jane Birkin
- " une petite fille " Jane Birkin + Nobuyuki Nakajima (2012)